# Charco del Palo
Charco del Palo es un complejo turístico naturista situado en la costa noreste de Lanzarote, en las Islas Canarias. El pueblo fue fundado alrededor de 1970 por el alemán Gregor Kaiser. Fue el primer resort naturista establecido en Canarias. El nudismo está permitido en todas partes en el pueblo, y se practica habitualmente. Su ubicación es aislada, al final de una carretera de acceso de 3 km, con el fin de conseguir intimidad. Los visitantes son principalmente alemanes, británicos, y neerlandeses. La población del pueblo ha aumentado de 82 en el año 2000 a 229 en 2011, posteriormente ha declinado a 144 en 2019.

## Historia
Originalmente fue llamado Castillo del Papagayo, pero para evitar confusión con la playa de Papagayo al sur de la isla, se optó por el nombre Charco del Palo, el cual se refiere a una piscina costera situada en un acantilado.

La mayoría de los bungalós y los apartamentos son de propiedad privada; muchos son alquilados cuando sus dueños no están en ellos. La organización de viajes nudista alemana Oböna posee un complejo de apartamentos aquí también. El pueblo tiene unos cuantos bares (Tapas bar La Plazita donde se sirve cocina mediterránea ,Jardín Tropical que se especializa en carnes a la barbacoa, Restaurante Cueva Paloma que ofrece pescados y lili's bar pub que es el sitio para tomar bebidas una vez termina la noche ) también hay un supermercado pequeño que ofrece las necesidades básicas con buen producto. El nudismo se practica  en las afueras aunque no en el interior de los locales.

## Localización
El pueblo está construido en tierra arenosa pálida, pero la costa es pedregosa, sin playas. Aun así, existen tres cuevas donde es posible bañarse en el mar de forma segura.
Charco del Palo está localizado cerca los pueblos de Mala y Guatiza, ambas aproximadamente a 3 kilómetros, los cuales están servidos por una ruta de autobús regular entre la capital, Arrecife y el norte de la isla. El campo circundante está dominado por campos de la cactácea del género Opuntia (conocido localmente como tunera), sobre los cuales se cría la cochinilla del carmín (Dactylopius coccus), y unos cuantos conos de volcán extintos.
El pueblo se localiza mayoritariamente dentro del municipio de Haría, pero hace frontera con Teguise a través de la parte del sur. Toda la tierra pública en el área es propiedad del dueño original, quién es responsable de proporcionar servicios públicos. Aun así, en tiempo reciente, los residentes han ido reclamando servicios públicos como alcantarillado, pavimentación, y alumbrado público, y han hecho campaña para que los municipios tomen parte responsable en el mantenimiento.